# Mas Bujons
El Mas Bujons és una masia gòtica de Santa Maria d'Oló (Moianès) inclosa a l'Inventari del Patrimoni Arquitectònic de Catalunya.

## Descripció
La configuració originaria del mas obeeix al caràcter defensiu que aquest tindria. Es tracta d'un antic mas fortificat, amb estructura de torre, poques obertures, fonamentat en la roca viva i amb una escala de fusta per accedir als pisos superiors. Aquesta primitiva construcció fou progressivament ampliada, sobretot a partir del segle xviii amb l'expansió de la vinya. Testimoni d'aquesta puixança n'és la presencia de tines al mas.
El mas anà perdent el seu caràcter defensiu; l'època del bandolerisme havia acabat. La torre ha estat escapçada.
El portal és de mig punt i adovellat, obrat amb dovelles força grans i allargades. Actualment el mas compta amb un gran nombre de dependències, adossats i coberts, d'acord amb les noves necessitats. L'estat de conservació és mitja i el conjunt és un xic desordenat.

## Història
El lloc dels Bujons apareix documentat des de principis del segle xii amb el nom dels "Buions".
Aquest mas fou construït en els segles xiv i xv, encara que ha estat ampliat al llarg dels segles fins a l'actualitat.